# 컴피즈

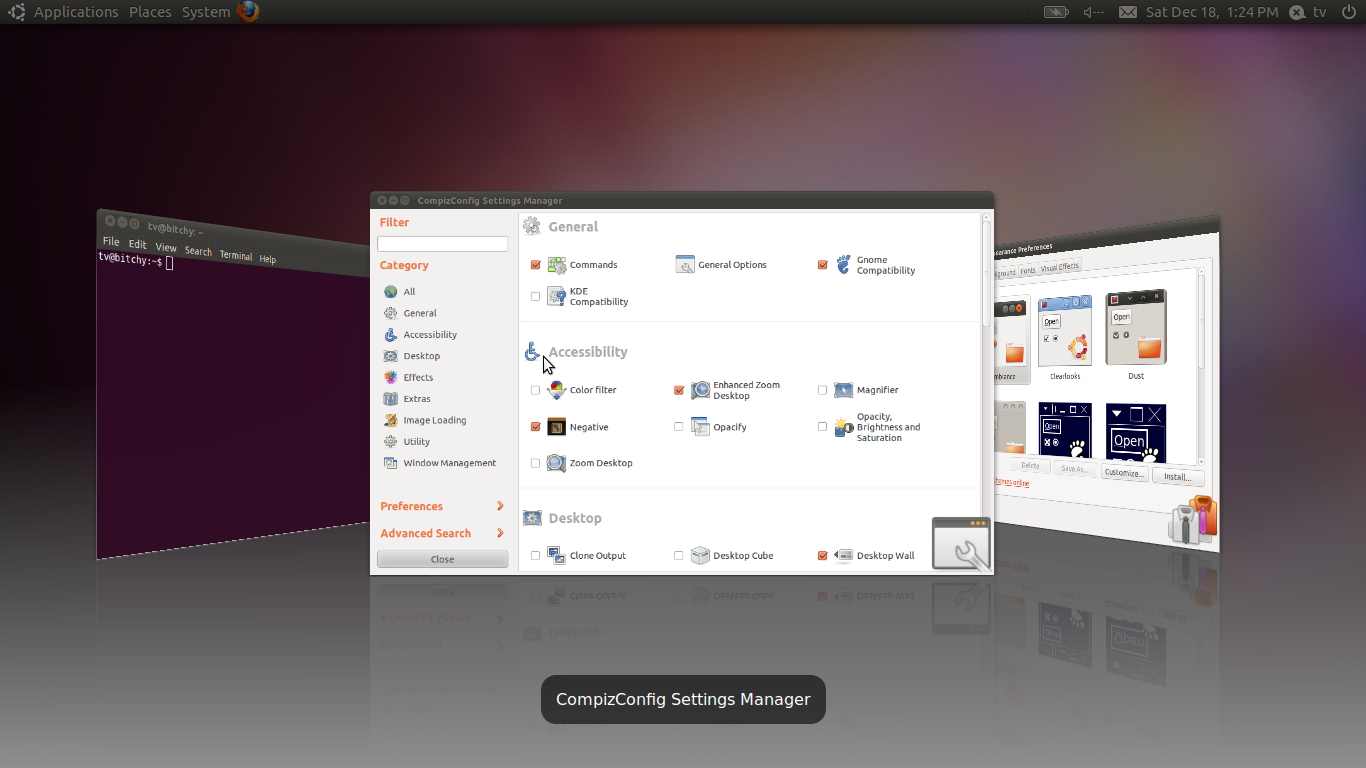
컴피즈 시프트 스위처 플러그인

컴피즈(Compiz)는 OpenGL을 통해 3D 가속을 창 관리자에 적용시켜주는 소프트웨어다. 컴피즈는 그놈과 KDE를 포함한 모든 데스크톱 환경에서 3D 그래픽의 진가를 보여주고 있다. 한 때 저작권과 라이선스에 대한 개발자들간의 의견 차이로 인해 베릴과 컴피즈로 분리되었다. 그러나 베릴이 분리된 지 6개월 만에 이들은 컴피즈로 합쳐졌고, 컴피즈 퓨전이라는 새 이름이 붙었다.

## 역사
이 새로운 형태의 3D 데스크톱을 만들어주는 소프트웨어는 노벨에서 최초로 개발되었다. OpenGL의 확장인 GLX_EXT_texture_from_pixmap을 가속하여 데스크톱의 구성요소들에 실시간으로 3D효과를 줄 수 있었다.
처음에는 X 윈도 시스템을 변형하여 만든 Xgl에서만 가속이 되었고, 노벨에서 Xgl이라는 이름으로 시연했다. 릴리즈는 2006년 1월이었으며 자유 소프트웨어로 배포되었다. 처음에는 이 Xgl에서만 사용이 가능했으나 나중에 X.org에 변형을 가하지 않고도 사용이 가능했는데, 바로 소프트웨어적 가속을 중점에 둔, 레드햇이 만든 AIGLX을 통해 구현할 수 있었다.
이후, 이 기술의 주요 개발사인 노벨과 레드햇간의 의견 차이로 인해 컴피즈는 컴피즈-퀸(compiz-quinn)과 베릴프로젝트로 분리가 되었다. 베릴 0.1 버전 이후로 다시 베릴 프로젝트를 중심으로 합쳐졌지만, 여전히 컴피즈 자체는 남아 있었고 베릴도 존재하여 각각 따로 지원이 되었다.
최근에 베릴 커뮤니티가 공식적으로 업그레이드를 중단하고 컴피즈를 중심으로 다시 결합하여 본래 컴피즈의 내용만을 담은 '컴피즈'(혹은 컴피즈 코어) 그리고 베릴과 컴피즈의 다양한 추가적 기능을 합쳐서 만든 '컴피즈 퓨전'이라는 이름으로 배포가 되고 있다.

## 구현
컴피즈는 GLX_EXT_texture_from_pixmap 가속을 통해 구현되는데, 리눅스 운영체제에서 사용하는 방식은 3가지이다.
- Xgl: X.org 자체를 변형하여 하드웨어 OpenGL 가속을 구현한다. 현재 ATi의 그래픽 카드의 대부분이 이 방식을 통해 컴피즈를 실행한다.
- AIGLX: X.org를 변형하지 않고 3D 가속을 구현한다. 인텔의 GMA 계열 그래픽카드들이 이 방식을 사용하며, 일부 ATi 구형 카드들도 이 방식을 사용할 수 있다.
- 직접 구현: NVIDIA의 바이너리 드라이버는 위 방식을 사용하지 않고 직접 GLX_EXT_texture_from_pixmap을 표준 X.org에서 지원한다. 이 때문에 NVIDIA의 그래픽 가속도 AIGLX를 통해 이루어지는 것으로 잘못 알려져 있다.

## 같이 보기
- X 윈도 시스템
- OpenGL
- XGL